# Mondo di carta
Mondo di carta è una novella di Luigi Pirandello.

## Trama
Il professor Valeriano Balicci litiga per strada con un ragazzino che ritiene responsabile di averlo fatto inciampare sulle sue statuette, suscitando l'ilarità dei passanti, resisi conto che lui è caduto perché non le ha viste. Giungono due gendarmi per calmare l'uomo e condurlo al più vicino posto di guardia. Durante il tragitto Balicci urla perché è diventato improvvisamente cieco. Si scopre quindi che Balicci era da tempo in cura da un oculista che gli aveva imposto di smettere di leggere per evitare la perdita della vista, e che il professore non ha mai voluto rinunciare alla sua passione.
Tornato a casa, Balicci pubblica un annuncio sui giornali per trovare un ragazzo disponibile a sistemare la sua biblioteca. In breve tempo risponde all'annuncio un giovane, che nel constatare la cecità di Balicci, omessa nell'annuncio, rimane logicamente stupito. Non contento, il protagonista cerca anche una lettrice per ascoltare il suono di una voce che possa leggere le pagine come farebbe lui. Si presenta Tilde Pagliocchini, una ragazza che ha viaggiato molto. Tuttavia a un certo punto la lettrice, conoscendo il luogo di cui si parla in un libro che sta leggendo a Balicci, ne contesta la descrizione fatta; ciò provoca l'ira del protagonista che la caccia via in malo modo. Rimasto solo e con il volume tra le mani, Balicci vi immerge il viso, ripercorrendo mentalmente i luoghi proprio come le pagine suggerivano.

## Temi trattati
Nella novella Mondo di carta viene espressa una verità nuda e amara. Il protagonista vede solo ciò che lui vuole vedere e vive in scenari fantastici che lo avevano accompagnato anche prima di perdere la vista. Quando Valeriano annuncia di non vedere più, dalla mimica buffonesca si precipita nel dramma. Questa è un’espressione dell’umorismo pirandelliano. La novella si apre infatti con una serie di dispregiativi: occhialacci, ragazzaccio, libraccio, che vengono contrapposti al raffinato bastone d’ebano brandito dal protagonista, simbolo di nobiltà in mezzo alla tristezza volgare.
Quando il professore si accorge di aver perso la vista, invece di ricevere sostegno viene deriso. Il mondo che esiste per lui è solo quello che figura nella sua fantasia quando si dedica alla lettura: diventato impossibile l’atto di leggere, ogni realtà, sia quella sensibile che quella fantastica, gli viene a mancare. La seconda sopravvive nei suoi ricordi ma è fissa e incapace di ampliarsi con successive letture e, per questo motivo, è una realtà ormai morta.
Alla figura della sua lettrice Tilde Pagliocchini viene associata l’immagine di un tipo di allodola, la calandrella. Lo scrittore vuole sottolineare il contrasto tra il cieco, chiuso nel suo bozzolo, e l’esuberante donna paragonata a una rondine che, entrata dalla finestra, sbatte le ali tra gli scaffali zeppi di libri. Valeriano non sopporta la voce squillante della ragazza che porta scompiglio nel suo mondo silenzioso. Il sorriso amaro che le rivolge al primo incontro esprime la sua sofferenza e la sua rassegnazione nei confronti della cecità, sentimenti che Tilde non può capire. Grazie alla ragazza il protagonista riesce però a sentire, seppur per breve tempo, l’ebbrezza che provava nella lettura, che lo catapultava nell’unica realtà che amava. La realtà esterna, la stessa che Tilde aveva visto nei suoi numerosi viaggi, entra però in conflitto con il mondo del professore, che conosce solo ciò che ha letto e cerca di difendere la propria realtà interna. Si tende, infatti, a proteggere ciò che si sente come proprio e vicino, fosse anche un ricordo o un’illusione.

## Edizioni
- Luigi Pirandello, Novelle per un anno, Prefazione di Corrado Alvaro, Mondadori 1956-1987, 2 volumi. 0001690-7
- Luigi Pirandello, Novelle per un anno, a cura di Mario Costanzo, Prefazione di Giovanni Macchia, I Meridiani, 2 volumi, Arnoldo Mondadori, Milano 1987 EAN: 9788804211921
- Luigi Pirandello, Tutte le novelle, a cura di Lucio Lugnani, Classici Moderni BUR, Milano 2007, 3 volumi.
- Luigi Pirandello, Novelle per un anno, a cura di S. Campailla, Newton Compton, Grandi tascabili economici.I mammut, Roma 2011 Isbn 9788854136601
- Luigi Pirandello, Novelle per un anno, a cura di Pietro Gibellini, Giunti, Firenze 1994, voll. 3.